# Сиаманг
Сиама́нг (лат. Symphalangus syndactylus) — вид приматов семейства Гиббоновые (Hylobatidae).

## Описание
Рост сиаманга составляет от 75 до 90 см, а вес от 8 до 13 кг, благодаря чему он является самым крупным и тяжёлым из всех гиббоновых. Его шерсть окрашена в чёрный цвет, а его руки, как у всех представителей подсемейства гиббоновых, чрезвычайно длинны и могут достигать размаха 1,5 метра. У этих обезьян развит горловой мешок, служащий резонатором при пении. Благодаря этому пение сиамангов слышно за 3-4 километра. Горловой мешок у самок и самцов всегда голый. Диплоидный набор хромосом — 50.
В неволе могут жить около 40 лет.
Сиаманги живут на юге Малайского полуострова и на Суматре. Они активны днём и обитают в густых тропических лесах, проводя большую часть времени на деревьях. С помощью своих длинных рук сиаманги акробатически перелетают с ветки на ветку. Они также очень хорошо плавают (исключение среди гиббоновых). Как все гиббоны, они живут моногамно. Каждая пара живёт в собственном ареале, который она жёстко защищает от чужаков. Питание сиамангов состоит преимущественно из листвы и фруктов, иногда они также едят птичьи яйца и небольших позвоночных, в период дефицита кормовой базы не брезгуют падалью.
После семимесячной беременности самка рожает одного-единственного детёныша. Почти два года он питается молоком матери и становится половозрелым в возрасте от шести до семи лет.
Согласно МСОП, сиаманги не являются видом, находящимся под угрозой вымирания. Однако для них составляет опасность сокращение их сферы обитания из-за вырубки лесов и употребления их мяса аборигенного населения, а также продажи туристам сырого, вяленого, копчёного мяса как деликатеса. Некоторый негативный эффект на их популяции всё ещё обусловлен охотой, выделенных квот на их отстрел.
Кладограмма семейства гиббоновых:

Гиббоновые (Hylobatinae)
```
|--Сиаманг (Symphalangus)
|--N.N.
     |--Номаскус (Nomascus)
     |--N.N.
        |--Хулок (Hoolock)
        |--Настоящие гиббоны (Hylobates)
```